# Asian Biggest Live with 光一Birthday KinKi Kids 3 days Panic! at TOKYO DOME '98-'99
『Asian Biggest Live with 光一Birthday KinKi Kids 3 days Panic! at TOKYO DOME '98-'99』（アジア ビゲスト ライブ ウィズ こういち バースデイ キンキ キッズ スリー デイズ パニック アット とうきょう ドーム きゅうじゅうはち きゅうじゅうきゅう）は、KinKi Kidsの5作目の映像作品、および5作目のライブビデオ。1999年4月21日発売。発売元は、ジャニーズ・エンタテイメント。

## 概要
- 1998年12月22日から1999年1月1日にかけて行われた冬のコンサートツアーより[2]、1998年12月30日から1999年1月1日に行われた、東京ドーム公演の模様が収録されている[3]。
- 1999年4月21日にVHSビデオにて発売された後にDVD化され、2007年12月26日に再販された。コンサートの本編と、MCのダイジェストが収録されている。なおVHSは、2021年時点では廃盤となっている[4]。
- タイトルに「光一Birthday」とあるのは、1月1日が堂本光一の誕生日のため。

## 仕様・特典
VHS初回盤
64Pオリジナルフォトブックとビデオテープが収納されたボックス仕様
紙パッケージ仕様
VHS通常盤
紙パッケージ仕様（初回盤とは異なるデザイン）
特製ステッカー封入
DVD通常盤
トールケース仕様（特製ステッカーは無し）

## 収録曲
※特記の作詞、作曲者は、日本音楽著作権協会のデータベースを参照。
1. シンデレラ・クリスマス
2. スッピンGirl
3. Happy Happy Greeting
4. 全部だきしめて
5. DISTANCE
6. 愛されるより 愛したい
7. 硝子の少年
8. 白い世界へ
  - 作詞・作曲：堂本剛。剛ソロ曲、光一がピアノを演奏。未CD化。
9. Peaceful World
  - 光一ソロ曲。
10. 眠らない夜
  - 作詞：船越敬司・MOTOMY、作曲：金山徹。SAY・Sのカバー曲。
11. BABY LOVE
  - 当時は未発表曲であった。
12. イノセント・ウォーズ
13. 仮病をつかおう
14. Tell me
15. どうなってもいい
  - 光一ソロ曲、少年隊のカバー。
16. さまざまな愛
  - 剛ソロ曲。
17. あの娘はSo Fine
18. Kissからはじまるミステリー
19. このまま手をつないで
20. ジェットコースター・ロマンス
21. シンデレラ・クリスマス